# Shōmei Tōmatsu
Shomei Tomatsu, en japonés 東松 照明 Tōmatsu Shōmei, (16 de enero de 1930 - 14 de diciembre de 2012) fue un fotógrafo japonés que destacó por sus reportajes sociales.
Estudió económicas en la Universidad de Aichi mientras aprendía fotografía de un modo autodidacta, al terminar sus estudios empezó a trabajar en la editorial Iwanami Shoten. En 1959 fundó la agencia Vivo junto a Ikkō Narahara y Eikoh Hosoe.
Su obra estuvo enfocada al reportaje social como crítica de la pérdida de los valores de la sociedad japonesa frente a la influencia estadounidense. En el plano formal realizó una innovación en la fotografía documental al emplear imágenes simbólicas en sus series. Ha publicado numerosos libros.
Ha expuesto su obra por todo el mundo y su trabajo se puede encontrar en el Museo Metropolitano de Fotografía de Tokio, el Museo de Arte Moderno de Nueva York, la Galería Nacional de Canadá, el Museo de Arte Moderno de San Francisco y la Galería de Arte Corcoran.
Falleció en Naha el 14 de diciembre de 2012 a causa de una neumonía a los 82 años.